# 神崎繁
神崎 繁（かんざき しげる、1952年11月29日 - 2016年10月20日）は、日本の哲学者。

## 略歴
兵庫県姫路市生まれ。東北大学文学部哲学科卒業、東京大学大学院博士課程単位取得満期退学。茨城大学助教授、東北大学助教授、(旧)東京都立大学教授、首都大学東京教授、専修大学教授を歴任。
古代ギリシア哲学を専門とするが、アウグスティヌス、ルネサンス思想についての著述も行っている。また清水哲郎らとともに雑誌 『Didascalia』 の発行を行った。

## 著書
- 『プラトンと反遠近法』（新書館、1999年）
- 『ニーチェ: どうして同情してはいけないのか』（日本放送出版協会、シリーズ・哲学のエッセンス 2002年）
- 『フーコー: 他のように考え、そして生きるために』（日本放送出版協会、シリーズ・哲学のエッセンス 2006年）
- 『魂（アニマ）への態度: 古代から現代まで』（岩波書店、双書哲学塾 2008年）ISBN 4000281623
- 『内乱の政治哲学　忘却と制圧』（講談社、2017年）
- 『人生のレシピ――哲学の扉の向こう』（岩波書店、2020年）

### 共編著
- 『現代倫理学事典』大庭健編集代表・井上達夫編集委員・加藤尚武編集委員・川本隆史編集委員・塩野谷祐一編集委員・成田和信編集委員　弘文堂、2006[2]
- 『仕事ってなんだろう』矢崎節夫,五味太郎,石橋幸緒,関野吉晴共著 佼成出版社 子どもだって哲学 2007
- 「フィリア・エロース・アガペー」（『性／愛の哲学』「岩波講座 哲学12」に収録）飯田隆編集委員、伊藤邦武編集委員、井上達夫編集委員、川本隆史編集委員、熊野純彦編集委員、篠原資明編集委員、清水哲郎編集委員、末木文美士編集委員、中岡成文編集委員、中畑正志編集委員　2009　岩波書店
- 『西洋哲学史』全4巻　熊野純彦・鈴木泉と責任編集　2011-12　講談社選書メチエ
- 『アリストテレス全集』　全20巻別巻（総索引） 内山勝利・中畑正志共編 岩波書店 2013秋より刊

### 翻訳
- ジルベール・ロメイエ=デルベ『ソフィスト列伝』小野木芳伸共訳 白水社 文庫クセジュ 2003
- ジョン・マクダウェル『心と世界』河田健太郎・荒畑靖宏・村井忠康共訳 勁草書房 2012
- 『アリストテレス全集 15　ニコマコス倫理学』岩波書店 2014。編集委員
- 『アリストテレス全集 17　政治学』岩波書店 2018